# Lách tách Đài Loan
Lách tách Đài Loan, tên khoa học Fulvetta formosana, là một loài chim trong họ Sylviidae. Chúng là loài đặc hữu của Đài Loan.